# Дмитренко Микола Андрійович
Дмитре́нко Мико́ла Андрі́йович (26 грудня 1927, Харків) — український перекладач.

## Біографія
Народився 26 грудня 1927 року м. Харкові. Закінчив філологічний факультет Київського університету ім. Т. Г. Шевченка. Працював редактором у видавництві «Дніпро» (1955–65); старшим редактором у Комітеті преси (1965–69) та начальником відділу Головного управління з охорони державних таємниць у пресі (1969–89) при Раді Міністрів УРСР; директор видавництва «Рось» (1993—2000).
Перекладає з англійської та російської мов. Відомий насамперед як перекладач українською творів Артура Конан-Дойля про Шерлока Холмса.
У його перекладах вийшли оповідання Марка Твена (1956; 1972; 1973), пригодницька повість «Морське вовченя, або Подорож у темряві» Т.-М. Ріда (1958; 1989), романи «Бистрина» Б. Девідсона (1963; 1970) та «Зима у горах» Дж. Вейна (1983); збірник творів «Оповідання про Шерлока Холмса» (1973; 1977; 1990), «Собака Баскервілів» (1992; 2006), «Людина з Бейкер-стріт» (2001), «Пригоди Шерлока Холмса» (2002) А.-К. Дойля; повісті «На Зміїному острові» М. Вікрамасінге (1964), «Хроніка капітана Блада» Р. Сабатіні (1975; 1981; 1992; усі — Київ); а також твори В. Брагіна, А. Сакстона, О. Генрі та ін.